# آتاهوالپا
آتاهوالپا (۱۵۳۳–۱۵۰۲) سیزدهمین و آخرین امپراتورِ اینکا در آمریکای جنوبی بود.

## زندگی
او فرزند هوایناکاپاک و یکی از همسرانش دوچیسلا بوده‌است. او و برادر ناتنی و بزرگ‌ترش هواسکار (فرزند ارشد هوایتاکاپاک و وارث تاج و تخت وی) هم‌زمان باهم در قلمروی که پدرشان میان آن دو تقسیم کرده بود، به امپراتوری تاهوان‌تین‌سویو (نام رسمی امپراتوری اینکا) رسیدند.
بخش بزرگ‌تر و مهم‌تر امپراتوری شامل کوزکو (پایتخت باستانی اینکا)، به هواسکار و بخش شمال به پایتختی کیتو (پایتخت امروزی اکوادور) به آتاهوالپا تعلق گرفته بود. (مادر آتاهوالپا، دوچیسلا اهل کیتو بود)
با ورود اسپانیایی‌ها به سرزمین تاهوان‌تین‌سویو، میان دو برادر جنگ درگرفت. در یورش هواسکار به کیتو، نخست آتاهوالپا به دست برادرش اسیر شد، اما توانست فرار کند و در جنگ چیمبورازو، هواسکار را به اسارت درآورد. سپس به کوزکو شتافت تا پایه‌های قدرتش را تحکیم کند و خود را فرمانروای یگانه تاهوان‌تین‌سویو نامید.
وی آماده جنگ با اسپانیایی‌ها شد و در روز ۱۶ نوامبر ۱۵۳۲، در یک جنگ سرنوشت‌ساز در دشت کاخامارکا با فرانسیسکو پیزارو فاتح اسپانیایی به نبرد پرداخت و به اسارت درآمد. وی در ابتدا پیشنهاد گروش به مسیحیت را نپذیرفت و کتاب مقدسی را که وینسنت‌دووال‌ورده کشیش اسپانیایی بر او عرضه کرده بود بر زمین انداخت.
پیزارو به وی پیشنهاد کرد تا آزادی خود را در ازای پرداخت مقادیر هنگفتی از طلا و جواهرات به دست آورد. هواسکار که او نیز به اسارت اسپانیایی‌ها درآمده بود، پیشنهاد کرد که مقدار بیشتری جواهرات بپردازد. آتاهوالپا که می‌ترسید اسپانیایی‌ها، برادرش را علیه وی بشورانند، دستور داد تا در توطئه‌ای هواسکار را به قتل برسانند.
تاوانی که سپاهیان آتاهوالپا پس از دو ماه دیرکرد به پیزارو پرداختند در رهایی امپراتور پیشین اینکا کارگر نیفتاد. وی در ۲۹ اوت ۱۵۳۳، پس از تعمید تحمیلی و پذیرش اجباری مسیحیت به دار آویخته شد.
جنازه وی را در مراسمی باشکوه به خاک سپردند، اما سرخ‌پوستان شبانه جسد وی را ربودند و در کیتو به خاک سپردند. هنوز هم برخی از قبایل سنتی برای آتاهوالپا سوگواری می‌کنند.
آتاهوالپا را پس از اعدام به خاک نسپردند بلکه او را سوزاندند. نه به این دلیل که زجر بکشد بلکه به این علت که کسی تنواند جسدش را مومیایی کنند و او از حیات بعد از مرگ بی بهره بماند. (اعتقاد اقوام اینکا)

## دستگیری و کشته شدن به دست اسپانیایی‌ها
فرانسیسکو پیزارو در اوایل سال ۱۵۳۲ با سه کشتی از پاناما رهسپار پرو گردید و در راه با بومیان به جنگ پرداخت که در یکی از این جنگ‌ها در سرزمین کاکو نامی، از غارت بومیان غنایم بسیار به دست آورد. در ادامهٔ راه هم باز مدت چند ماه گرفتار جنگ بود تا توانست قبایل برخی سرزمین‌های سر راه را فرمانبردار خود کند تا سرانجام به ابتدای خاک پرو رسید و در آنجا متوقف شد.
بخت با پیزارو یار بود که در هنگام عزیمت او، آتاهوالپا سرگرم جنگ با برادر خود هواسکار بود که از یک پدر و دو مادر متفاوت بودند و فرصت پرداختن به کار اسپانیایی‌ها را نداشت. هنگامی که پیزارو تصمیم گرفت به قصد دیدار آتاهوالپا عزیمت کند او موفق شده بود برادر خود را شکست دهد و به بند بکشد.
در راه پیزارو و همراهانش به سمت پایتخت، نمایندگانی از سوی اینکا به سوی آن‌ها روانه می‌شدند تا به آگاهی آن‌ها برسانند که اینکا از آمدن آن‌ها شادمان است و با آغوش باز آنان را که طبق افسانه‌ای قدیمی فرزندان خورشید می‌دانستند خواهند پذیرفت و در ضمن ارمغان‌هایی را هم از سوی آتاهوالپا به دست آنان رساندند. هنگامی که به شهر رسیدند آن‌ها را در میدانی جا دادند تا اینکا به استقبال شان بیایند. از سوی دیگر پیزارو هم برادر خود به همراه فرستادگانی به دیدار اینکا فرستاد. آتاهوالپا از فرستاگان پیزارو به گرمی پذیرایی کرد و قرار بر این گذاشته شد که فردا اینکا برای دیدار پیزارو بیاید. فرستادگان هنگامی که به نشیمن گاه پیزارو بازگشتند از فزونی ثروت و جواهرات دربار گفتند و اینگونه نقشه کشیدند که اینکا را نزد خود در بند نگاه دارند و به دست او کارهای خود را پیش برند.
فردا صبح پیزارو به آرایش سپاه خود پرداخت و پس از آنکه اینکا با شکوه و جلال بسیار و چندهزار تن همراه بر روی تخت روان به جایگاه اسپانیایی‌ها رسید آن‌ها بدون فوت وقت کشیشی را صلیب و انجیل به دست به پیشگاه اینکا فرستادند تا ضمن آنکه بومیان را به آیین مسیحی بخواند به آگاهی آتاهوالپا برساند که پاپ الکساندر ششم سراسر آمریکا را به پادشاه اسپانیا سپرده‌است و اگر زیردستی او را بپذیرد در امان خواهد بود و در غیر این صورت باید آمادهٔ جنگ با آن‌ها باشد. اینکا که پس از ترجمهٔ این سخنان به خشم آمده بود چنین گفت که آن سرزمین، سرزمین نیاکان آن‌ها است و پاپ حق چنین بخششی را ندارد. در ضمن پرستش خدای خورشید را به پرستش خدای ناتوان آنان که به دار آویخته شده بود ترجیح می‌دهد. در این کشاکش کشیش در پاسخ به این پرسش اینکا که این اعتقادات را از کجا می‌داند انجیل را به دست او داد اینکا پس از کمی تکان دادن کتاب با ریشخند کتاب را به زمین انداخت که این موجب خشم کشیش شد و به تحریک سپاهیان پرداخت. سپاهیان پیزارو هم که مترصد موقعیت بودند به تاخت و تاز پرداختند و شمار زیادی از بومیان را به به خاک و خون غلطاندند و دارایی‌های بسیار زیادی را غارت کردند. خود پیزارو با گروهی به نزد اینکا رفت و او را از تخت به پایین کشید و در بند کرد.
پس از چندی اینکا از فرانسیسکو پیزارو درخواست کرد که در برابر آزادی او اتاقی را که در آن نشسته‌است را پر از زر و سیم کند. پیزارو که از این پیشنهاد او شگفت زده شده بود این پیشنهاد را پذیرفت. مردم به امید آزادی فرمانروای خود از پرستشگاه‌های خود ظرف‌ها و کالاهای زرین می‌آوردند و سرانجام به وعدهٔ خود جامهٔ عمل پوشاندند. اما بنا به دلایلی پیزارو به وعدهٔ خود عمل نکرد و در دادگاهی او را به جرم کشتن برادر و گرفتن زنان متعدد که برخلاف سنت نیاکان خود بود و همچنین پنهان کردن بخشی از دارایی خود و نداشتن باور به خدای راستین به دار آویختند.